# Arend Schoemaker
Arend Hessel Schoemaker (Diever, 8 novembre 1911 – 11 maggio 1982) è stato un calciatore olandese, di ruolo attaccante.

## Carriera
Con la nazionale olandese ha preso parte ad una sola gara, disputata ad Amsterdam il 10 dicembre 1933 e persa dai padroni di casa contro l'Austria per 1-0.